# Karl Dziatzko

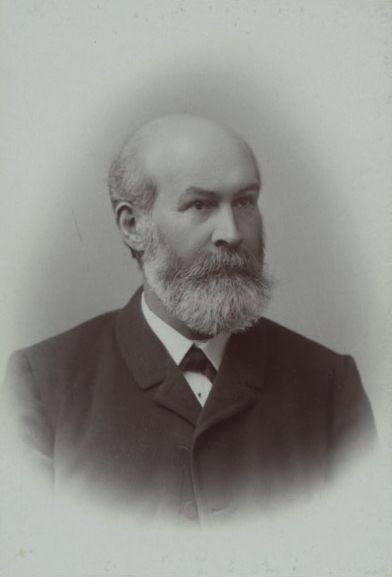
Karl Dziatzko.

Karl Dziatzko, född 27 januari 1842 i Neustadt i Oberschlesien, död 13 januari 1903 i Göttingen, var en tysk klassisk filolog och bibliotekarie. 

## Biografi
Dziatzko blev student vid Universitet i Breslau i nuivarande Wrocław 1859 och filosofie doktor vid Bonns universitet 1862. Han var anställd såsom professor vid lyceum i Luzern 1865-71, universitetsbibliotekarie i Freiburg im Breisgau 1871-72, i Breslau 1872-86 samt därefter i Göttingen, vid vars universitet han samtidigt utnämndes till professor i biblioteksvetenskap, den förste i detta ämne vid något tyskt universitet. 
Porträtt samt förteckning på hans till över 160 uppgående skrifter och tidskriftsuppsatser m.m., upprättad av A. Schneider, finns intagna i 17:e häftet (1904) i den av Dziatzko grundade samt 1888-1902 utgivna Sammlung bibliothekswissenschaftlicher Arbeiten, vars utgivande efter hans död övertogs av Konrad Haebler. 

### Filologi
- Beiträge zur Kritik des nach Donatus benannten Terenzcommentars (1879)
- Terentii comoediæ (textupplaga, 1884)
- Ausgewählte Komödien des Terenz (med tysk kommentar, l, Phormio, 1874, tredje upplagan 1898, och 2, Adelphi, 1881, andra upplagan 1903)

### Biblioteksvetenskap
- Instruction für die Ordnung der Titel im alphabetischen Zettelkatalog der Universitätsbibliothek zu Breslau (1886)
- Beiträge zur Gutenbergfrage (1889)
- Entwickelung und gegenwärtiger Stand der wissenschaftlichen Bibliotheken Deutschlands (1893)
- Untersuchungen über ausgewählte Kapitel des antiken Buchwesens (1900)
- Plan eines alle bekannten und noch zu ermittelnden Wiegendrucke umfassenden Katalogs (1901)